# NGC 904
NGC 904 é uma galáxia elíptica (E) localizada na direcção da constelação de Aries. Possui uma declinação de +27° 20' 35" e uma ascensão recta de 2 horas, 24 minutos e 05,5 segundos.
A galáxia NGC 904 foi descoberta em 13 de Dezembro de 1884 por Édouard Jean-Marie Stephan.